# Maladera singularis
Maladera singularis är en skalbaggsart som beskrevs av Brenske 1898. Maladera singularis ingår i släktet Maladera och familjen Melolonthidae. Inga underarter finns listade i Catalogue of Life.